# Marilou Dozois-Prévost
Marilou Dozois-Prévost (née le 11 mai 1986 à Montréal) est une haltérophile du Québec ayant représenté le Canada dans plusieurs compétitions internationales. 
Marilou Dozois-Prévost a gagné une médaille d'or aux jeux du Commonwealth de 2010 dans la catégorie des moins de 53 kg, ainsi qu'une médaille d'argent aux jeux du Commonwealth de 2006 dans celle des moins de 48 kg. 
Marilou Dozois-Prévost s'est classée dixième aux Jeux olympiques de Pékin en 2008.